# Muzenza
Muzenza ou munzenza é, no candomblé banto, tanto o noviço iniciado quanto o toque dos tambores ingomas utilizado na saída dos iniciados. Corresponde ao iaô do candomblé Queto.